# Hellefiskefjord
Fiordo de Hellefisk (en danés: Hellefiskefjord) es un fiordo en Tierra de Peary, al norte de Groenlandia. Al noreste, el fiordo desemboca en el mar de Wandel del océano Ártico. Este fiordo recibe su nombre del fletán negro (en danés: Hellefisk).

## Geografía
El fiordo Hellefisk se abre al noreste de Herluf Trolle Land, al este de Wyckoff Land, al suroeste del cabo Clarence Wyckoff, al oeste del cual hay una pequeña bahía con una isla frente al cabo Henry Parish.
Su desembocadura está situada al sureste de la desembocadura del fiordo GB Schley. 853 metros (2799 pies) es la altura del monte Clarence Wyckoff, que se eleva al este de la costa oriental del fiordo.